# Remixed & Revisited
Remixed & Revisited je drugi remix album američke pjevačice Madonne izdan 24. studenog 2003. pod Maverick Recordsom. Na albumu se nalaze četiri pjesme s devetog studijskog albuma American Life, koje su u obrađenoj formi, te neobjavljena pjesma "Your Honesty" napisana za šesti studijski album Bedtime Stories. Nalazi se i live izvedba pjesme "Hollywood" s dodjele MTV-jevih nagrada koja je ostala upamćena po poljupcu Madonne, Britney Spears i Christina Aguilera, te remix singla "Into the Groove". Album je dospio na 115. mjesto Billboard 200. Primio je raznolike komentare kritičara, ali su svi bili složni u tome da je pjesma "Your Honesty" bila vrijedna hvale.

## O albumu
Prije izdanja ove kompilacije, bile su sve veće glasine da će Madonna izdati komemorativan set u svrhu proslave 20. godišnjice njene glazbene karijere, ali to nisu bile istine, te je izdan Remixed & Revisited. EP sadrži remixe pjesama s albuma  American Life, kao i pjesme koje do tada nisu bili puštene, i snimku izvedbe uživo na MTV-u.
"Your Honesty" je izvorno napisana i snimljena za album Bedtime Stories iz 1994., a napisali su je Madonna i Dallas Austin, te se izvorno se zvala "Honesty".
"Into The Hollywood Groove" je originalno napisana za GAP traperice u kratko vrijeme, ali ako se pažljivo posluša pjesma, dio koji pjeva Missy Elliot je obrnut, pa nije uključena reklama. Pjesma je puštena kao singl, i jedino se mogla kupiti u GAP trgovinama.
"American Life (Headcleanr Rock Mix)" je uzet za ivedbu te pjesme na Re-Invention World Tour 2004.

## Popis pjesama
| 1.    | »Nothing Fails« (Nevins Mix)                                               | Madonna, Guy Sigsworth, Jem Griffiths            | Madonna, Mirwais Ahmadzaï | 3:50 |
| 2.    | »Love Profusion« (Headcleanr Rock Mix)                                     | Madonna, M. Ahmadzaï                             | Madonna, M. Ahmadzaï      | 3:16 |
| 3.    | »Nobody Knows Me« (Mount Sims Old School Mix)                              | Madonna, M. Ahmadzaï                             | Madonna, M. Ahmadzaï      | 4:44 |
| 4.    | »American Life« (Headcleanr Rock Mix)                                      | Madonna, M. Ahmadzaï                             | Madonna, M. Ahmadzaï      | 4:01 |
| 5.    | »Like A Virgin/Hollywood Medley« (izvedba s dodjele MTVevih nagrada 2003.) | Madonna, M. Ahmadzaï, Billy Steinberg, Tom Kelly |                           | 5:34 |
| 6.    | »Into the Hollywood Groove« (The Passengerz Mix)                           | Madonna, M. Ahmadzaï, Stephen Bray               | Soul Diggaz               | 3:42 |
| 7.    | »Your Honesty« (nije puštena ranije)                                       | Madonna, Dallas Austin                           | Madonna, Dallas Austin    | 4:07 |
| 29:27 |                                                                            |                                                  |                           |      |

## Uspjeh na ljestvicama
| Država              | Pozicija |
| ------------------- | -------- |
| Belgija (Flandrija) | 61       |
| Belgija (Valonija)  | 37       |
| Danska              | 3        |
| Finska              | 12       |
| Italija             | 15       |
| Japan               | 33       |
| Švicarska           | 80       |
| US Billboard 200    | 115      |